# Juan Aguilera Núñez
Juan Aguilera Núñez (Madrid, Comunidad de Madrid, España, 13 de septiembre de 1985), conocido deportivamente como Aguilera, es un futbolista español que juega para la A.D. Alcorcón de la Segunda División de España.

## Trayectoria
Formado en el fútbol base del Real Madrid y el Getafe, filial de este último con el que debutó en categoría senior en 2003 en la Regional Preferente de Madrid. Al año siguiente daría el paso al semiprofesionalismo, disputando la campaña en la que debutó su nuevo club, el Artístico de Navalcarnero, en la categoría de bronce española. A pesar del descenso del club, su paso por éste como mediocentro titular, con sólo diecinueve años, no pasó desapercibido, y fichó por el C. D. Leganés de la misma categoría, con el que compitió durante tres temporadas, también como titular indiscutible. 
Sin embargo el Lega no llegaría a alcanzar los puestos del playoff en ninguna de estas tres temporadas y cambió el conjunto pepinero por el filial del Real Murcia Club de Fútbol en el que jugaría dos temporadas. Debutó con el primer equipo del Real Murcia en la Segunda División de España, en el encuentro jugado ante el Elche Club de Fútbol en la Nueva Condomina, correspondiente a la jornada diecinueve y disputado el 9 de enero de 2010. En la temporada 2010-11 fue piedra angular en el centro del campo de Iñaki Alonso, consiguiendo el ascenso a la categoría de plata del fútbol español. Después de su paso por el Murcia dejaría el fútbol español para jugar tres temporadas en el fútbol griego con el AO Platanias de Creta, en esas tres campañas competiría a buen nivel en un equipo que lucharía durante todas ellas por la permanencia, que conseguiría, en la Superliga de Grecia.
Durante 2015 jugaría en el Mumbai City Football Club de la Superliga de India, cuyo entrenador sería el exdelantero francés Nicolas Anelka. En una temporada muy disputada hasta el final, el Mumbai sin embargo no conseguiría su clasificación para el playoff por el título, quedándose fuera por solo dos puntos. Tras dicha temporada en el fútbol indio decide regresar al fútbol español estando a prueba antes de fichar por la Sociedad Deportiva Huesca de la Segunda División de España fichando como agente libre en marzo de 2016 y siendo un jugador fundamental en el cuadro oscense.

## Clubes
| Club                       | País   | Año           |
| -------------------------- | ------ | ------------- |
| Getafe CF "B"              | España | 2003-2004     |
| C. D. A. Navalcarnero      | España | 2004-2005     |
| C. D. Leganés              | España | 2005-2008     |
| Real Murcia Imperial C. F. | España | 2008-2010     |
| Real Murcia C. F.          | España | 2010-2012     |
| A. O. Platanias            | Grecia | 2012-2015     |
| Mumbai City F. C.          | India  | 2015          |
| S. D. Huesca               | España | 2015-2019     |
| A. D. Alcorcón             | España | 2019-presente |